# Czerwony Kapturek (bajka muzyczna)
Czerwony Kapturek – polska bajka muzyczna na klasyczny temat, z tekstem Jana Brzechwy i muzyką Mieczysława Janicza.
Wydana przez Muzę na singlu „czwórce” N0183, a także współcześnie, przez inne firmy, na płycie CD i na kasecie.

## Autorzy
- tekst: Jan Brzechwa
- muzyka: Mieczysław Janicz

## Wykonawcy
występują
- Irena Kwiatkowska – narrator
- Barbara Krafftówna – Czerwony Kapturek
- Halina Michalska – matka
- Danuta Wróblewska – gil
- Władysław Hańcza – wilk
- Janina Munclingerowa – babcia
- Andrzej Bogucki – gajowy

którym towarzyszy
- Zespół instrumentalny pod kierownictwem Mieczysława Janicza

## Realizacja
- Reżyser nagrania: Janusz Urbański